# 水季可奈
水季 可奈（みずき かな、1979年8月31日 - ）は、日本の女性ボーカリスト、女優・タレントである。本名、非公表。神奈川県茅ヶ崎市出身。

## 来歴
1979年、神奈川県茅ケ崎市出身。幼少の頃より歌手を志す。
2006年、オリジナルアルバム『キラビヤ』オフィシャル発売。同時期にタレント・モデル活動を開始、TV・CM・雑誌・ラジオなどで活躍。
2007年、プロモーションDVD『鎌倉』を発売。
2008年、マキシシングル『砂の花』でメジャーデビュー。首都圏＆西日本のべ10,000人を動員するライブツアーを行う。
2010年、SEGAゲームソフト『龍が如く4 伝説を継ぐもの』のエンディング曲「Receive you the Ballad」を歌う。
2013年、日本元氣プロジェクト・笑顔の復興大使。
2014年、映画 東映「BUDDHA2」笑顔の宣伝大使。いじめゼロ運動ナビゲーター。ImTV『水季可奈のシアターチャンネル』MC。

## 音楽

### シングル
| 枚  | 発売日          | タイトル     | 規格品番  |
| --- | --------------- | ------------ | --------- |
| 1st | 2008年 6月 25日 | 砂の花       | YZOC-5001 |
| 2nd | 2013年 9月 27日 | ペンタスの丘 | VZSP-1006 |

### 
| TITLE                  |                                                     |        |                                                       |
| ---------------------- | --------------------------------------------------- | ------ | ----------------------------------------------------- |
| Receive you the Ballad | 龍が如く4 エンディング曲                            | 2010年 | SEGA                                                  |
| Father～そんなあなたに | 映画・明日への銃声 ヒットマン 主題歌 亀田大毅初主演 | 2011年 | オールインエンタテインメント                          |
| ペンタスの丘           | 日本元氣プロジェクト(イメージソング)                | 2013年 |                                                       |
| Don’t let me love you  | メテ乙女 イメージソング                             | 2014年 | スカパーベターライフチャンネル 劇場公開用映画メテ乙女 |
| Fly Away               | 水季可奈のシアターチャンネル 主題歌                 | 2014年 | ImTV                                                  |
| 心の翼                 | ImTVイメージソング                                  | 2014年 | ImTV                                                  |

## 出演

### 映画
- 2013年　明日への銃声　ヒットマン　さゆり役　(オールインエンタテインメント)
- 2014年　映画　メテ乙女　（2014年4月5日）
- 2015年　映画　早乙女4姉妹　（2015年10月17日）

### テレビドラマ
- 火曜ドラマ 女はそれを許さない　（2014年12月2日、TBS）
- スカパーベターライフチャンネル メテ乙女　（2014年1月12日、スカパー）
- 1914 幻の東京 〜よみがえるモダン都市〜　（2014年1月1日、NHK）
- フジテレビ火曜9時枠の連続ドラマ ラストホープ　HOPE-02　（2013年1月22日、フジテレビ）
- 土曜ドラマ ご縁ハンター（2013年4月13日・20日、NHK）
- 日曜劇場 半沢直樹　第1話　（2013年7月7日、TBS）
- 日曜劇場 半沢直樹　第8話　（2013年9月8日、TBS）

### CM
花王、マクドナルド、ピップ、NEC、nissen、昭和産業、富士通ゼネラル

### ラジオ
- 日本テレビ系・青森放送 毎日が健康 温活３６５　（2014年2月6日、2月20日）

### 音楽劇
- 2013年　東京国際フォーラム『ＤＰＩ・ＮＧＯ　国連クラシックライブ協会』主催　赤毛のアン』 シャローン役

### ゲーム
- 龍が如く4 伝説を継ぐもの（2010年）
  - エンディング曲（Receive You The Ballad）を担当[1]。

### Vシネマ
- 日本統一21 (2017年) 氷室蓮司の姉　役